# Chris Smith (ur. 1970)
Christopher Gerard „Chris” Smith (ur. 17 maja 1970 w Bridgeport) – amerykański koszykarz, występujący na pozycji rozgrywającego.
W 1988 został zaliczony do III składu Parade All-American.

## Osiągnięcia
Stan na 26 marca 2022, na podstawie, o ile nie zaznaczono inaczej.

### NCAA
- Uczestnik rozgrywek:
  - NCAA Elite Eight (1990)
  - Sweet 16 turnieju NCAA (1990, 1991)
  - II rundy turnieju NCAA (1990–1992)
- Mistrz:
  - turnieju konferencji Big East (1990)
  - sezonu regularnego Big East (1990)
- MVP turnieju Big East (1990)[4]
- Zaliczony do:
  - I składu Big East (1992)
  - II składu Big East (1991)
- Lider Big East w liczbie:
  - punktów (1990 – 635)
  - celnych rzutów za 3 punkty (1992 – 81)
  - oddanych rzutów:
    - z gry (1990 – 496)
    - za 3 punkty (1990 – 191)

### Reprezentacja
- Wicemistrz igrzysk dobrej woli (1990)
- Brązowy medalista mistrzostw świata (1990)